# Park Chan-wook
Park Chan-wook (Jecheon, 23 augustus 1963) is een Zuid-Koreaans filmregisseur, -producent en scenarioschrijver. Hij won voor zijn werk meer dan 25 filmprijzen, waaronder de Alfred Bauer Award op het Internationaal filmfestival van Berlijn 2007 (voor I'm a Cyborg, But That's OK), de juryprijs van het Filmfestival van Cannes in zowel 2004 (voor Oldboy) als 2009 (voor Thirst) en de VPRO Tiger Award op het International Film Festival Rotterdam in 2005 (voor Sympathy for Lady Vengeance). In 2013 maakte hij zijn Engelstalige debuut met Stoker en in 2018 maakte hij de eveneens Engelstalige miniserie The Little Drummer Girl.
Park studeerde filosofie aan de Sogang Universiteit in Seoel. Hij is getrouwd en heeft een kind.

## Filmografie

### Regisseur
- 2000: Joint Security Area
- 2002: Sympathy for Mr. Vengeance
- 2003: If You Were Me
- 2003: Oldboy
- 2004: Three... Extremes
- 2005: Sympathy for Lady Vengeance
- 2006: I'm a Cyborg, But That's OK
- 2009: Thirst
- 2013: Stoker
- 2016: Agasshi (The Handmaiden)
- 2018: The Little Drummer Girl (miniserie)
- 2022: Decision to Leave

### Producent
- 2006: I'm a Cyborg, But That's OK
- 2008: Crush and Blush
- 2009: Thirst

### Schrijver
- 1992: Moon Is the Sun's Dream
- 1997: Saminjo
- 1999: Judgement
- 2000: Joint Security Area
- 2001: The Humanist
- 2002: Sympathy for Mr. Vengeance (Vengeance Trilogy deel 1)
- 2002: A Bizarre Love Triangle
- 2003: If You Were Me
- 2003: Oldboy (Vengeance Trilogy deel 2)
- 2004: Three... Extremes
- 2005: Sympathy for Lady Vengeance (Vengeance Trilogy deel 3)
- 2005: A Boy Who Went to Heaven
- 2006: I'm a Cyborg, But That's OK
- 2008: Crush and Blush
- 2009: Thirst

- Biblioteca Nacional de España: XX4768672
- Bibliothèque nationale de France: cb15003136v (data)
- Catàleg d'autoritats de noms i títols de Catalunya: 981058509014106706
- Gemeinsame Normdatei: 131384414
- International Standard Name Identifier: 0000 0001 1579 0832
- Library of Congress Control Number: no2006043271
- Bibliotheek van het Japanse parlement: 01020309
- Nationale Bibliotheek van Tsjechië: js20060901031
- Nationale Bibliotheek van Israël: 987007526856705171
- Nationale Bibliotheek van Polen: a0000002757164
- Nederlandse Thesaurus van Auteursnamen: 297526642
- LIBRIS: 280243
- SNAC: w6p98wkj
- Système universitaire de documentation: 092073484
- Trove: 1448215
- Virtual International Authority File: 100331883